# Mesomelaena tetragona
Mesomelaena tetragona là loài thực vật có hoa trong họ Cói. Loài này được (R.Br.) Benth. mô tả khoa học đầu tiên năm 1878.